# Tomasz Motyka
Tomasz Motyka (n. 8 mai 1981, Wrocław, Republica Populară Polonă) este un scrimer polonez, medaliat olimpic. A participat la o ediție a Jocurilor Olimpice (2008) în care a câștigat o medalie de argint.

## Participări
Lista de mai jos prezintă principalele competiții la care a participat Tomasz Motyka de-a lungul carierei.
- Spadă masculin pe echipe la Jocurile Olimpice de vară din 2008